# Manuel de la Revilla
Manuel de la Revilla y Moreno, född den 24 oktober 1846 i Madrid, död den 13 september 1881 i El Escorial, var en spansk kritiker. Han var son till José de la Revilla.
Revilla, som var professor i litteraturhistoria, uppsatte 1874 den betydande tidskriften "La Critica" och var en flitig medarbetare i många andra tidskrifter 
och i tidningar. "R. var i besittning af en mycket omfattande bildning, såsom tänkare djup och vidsynt, hans stil utmärkte sig för klarhet, hans analys af logisk skärpa och fin observation, hvilka egenskaper gjorde honom till en högst framstående föreläsare och kommo till synes i alla hans litteraturhistoriska arbeten och i hans omfattande litterärkritiska verksamhet", skriver Adolf Hillman i Nordisk familjebok. Av Revillas arbeten kan nämnas El naturalismo en el arte, El concepto de lo comico, La interpretación simbólica del Quijote, De algunas opiniónes nuevas sobre Cervantes y el Quijote, El tipo legendario del Tenorio y sus manifestaciónes en las modernas literaturas och Principios de literatura general e historia de la literatura española. Hans Criticas är efter hans död samlade i två band, vilka innehåller vederhäftiga omdömen om spansk litteratur under skedet 1874–1881.